# Katja Wildermuth

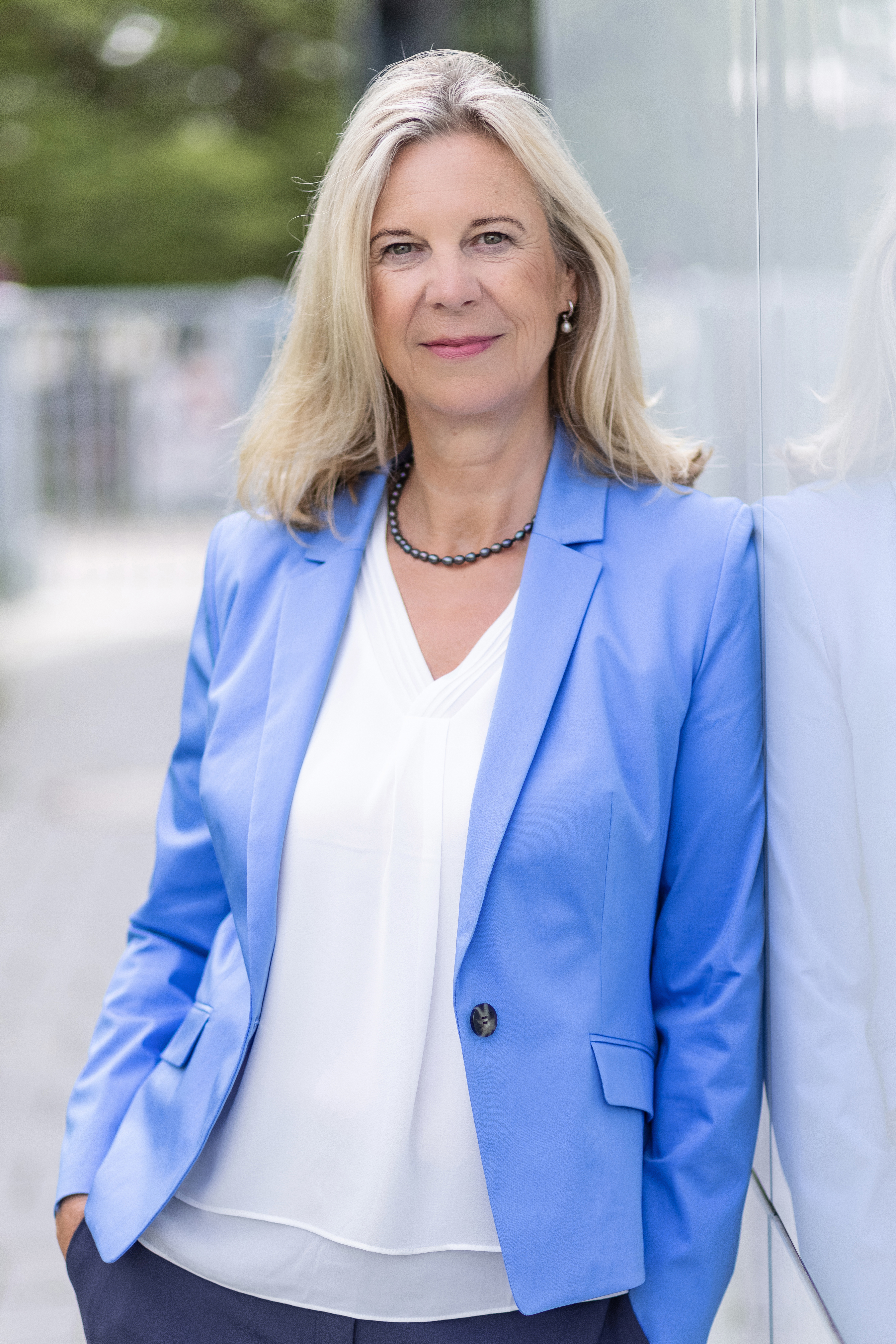
Katja Wildermuth

Katja Elisabeth Wildermuth (* 1965 in Berlin) ist eine deutsche Fernsehjournalistin und Intendantin des Bayerischen Rundfunks.

## Leben
Geboren in Berlin, zog Katja Wildermuth im Alter von drei Jahren nach Anzing bei München. Nach dem in Markt Schwaben abgelegten Abitur studierte Wildermuth an der Ludwig-Maximilians-Universität München (LMU) Deutsch, Geschichte und Sozialkunde für Lehramt am Gymnasium. Ihr Universitätsstudium schloss sie mit dem Staatsexamen ab. Anschließend war sie als Dozentin am Institut für Alte Geschichte der LMU tätig, wo sie mit dem Dissertationsthema „Villa und Natur : eine Studie zur römischen Oberschichtkultur im letzten vor- und ersten nachchristlichen Jahrhundert“ promovierte.
Nach ihrer Promotion und einem Volontariat beim Oldenbourg Verlag wechselte Wildermuth 1994 zum Mitteldeutschen Rundfunk (MDR) nach Dresden, wo sie als Autorin für Politikmagazine arbeitete. In dieser Zeit war sie auch tätig als Autorin und Redakteurin für Magazinsendungen im ARD-Gemeinschaftsprogramm und später Redakteurin für Zeitgeschehen sowie ab 2001 als Redakteurin für Reportagen. 2004 wurde Wildermuth Leiterin der MDR-Redaktion Geschichte und Gesellschaft und Stellvertreterin der Leiterin des Programmbereichs Kultur und Wissenschaft. Als Redaktionsleiterin war sie u. a. verantwortlich für crossmediale und redaktionelle Großprojekte wie „Geschichte Mitteldeutschlands“, die multimediale App MDR Zeitreise sowie das Geschichtsformat „Breaking News Völkerschlacht“. In ihrer redaktionellen Verantwortung entstanden international beachtete Dokumentarfilme wie Neo Rauch – Gefährten und Begleiter, Mauerhase, Night Will Fall und „Putins Spiele“.
2016 berief der Norddeutsche Rundfunk (NDR) Katja Wildermuth zur Leiterin des NDR-Programmbereichs Kultur und Dokumentation. Sie folgte auf Patricia Schlesinger, die zur Intendantin des RBB gewählt worden war. In ihrer Funktion als Chefin des Programmbereichs Kultur und Dokumentation verantwortete Wildermuth auch Formate für Das Erste und Arte. 2018 stimmte der Rundfunkrat des Mitteldeutschen Rundfunks dem Vorschlag von Intendantin Karola Wille zu, Wildermuth zum 1. April 2019 zur Programmdirektorin des MDR in Halle zu berufen.
Am 22. Oktober 2020 wählte der Rundfunkrat des Bayerischen Rundfunks Katja Wildermuth zur neuen BR-Intendantin; ihre Grundvergütung betrug im Jahr 2021 340.000 Euro. Geprägt war die Wahl durch eine überparteiliche Allianz um Ilse Aigner und Sanne Kurz im Rundfunkrat, deren gemeinsames Ziel es unter anderem war, eine Frau ins Amt zu bringen. Wildermuths Amtszeit begann am 1. Februar 2021. Sie folgte auf Ulrich Wilhelm, der nach zehn Jahren nicht mehr antrat.
Die parteilose Wildermuth hat zwei erwachsene Kinder und ist Vorstandsmitglied der Akademie für Publizistik Hamburg.